# Cordillera de Chonta
Die Cordillera de Chonta ist ein Gebirgszug in der peruanischen Westkordillere der Anden in Südamerika.

## Lage
Die Cordillera de Chonta befindet sich etwa 200 km ostsüdöstlich von Lima in der Region Huancavelica. Der nur geringfügig vergletscherte Gebirgszug liegt zwischen den Breitengraden 12°37'S und 13°12'S und verläuft in NNW-SSO-Richtung über eine Strecke von etwa 85 km. Der Gebirgszug verläuft entlang der Grenze der beiden Provinzen Castrovirreyna im Südwesten und Huancavelica im Nordosten. Die höchsten Erhebungen erreichen Höhen von etwa 5300 m. Die Südwestflanke wird über die Flüsse Río Cañete, Río San Juan und Río Pisco zum Pazifischen Ozean hin entwässert. Die Nordostflanke des Gebirges wird über die Flüsse Río Vilca, Río Ichu und Río Urubamba zum Río Mantaro hin entwässert. Der äußerste Südosten des Gebirgszugs bildet das Quellgebiet des Río Pampas.

## Berge und Gipfel
Aufgrund variierender Höhenangaben der einzelnen Gipfel lässt sich kein bestimmter Gipfel als höchster der Cordillera de Chonta benennen.
Im Folgenden eine Liste der Berge und Gipfel in der Cordillera de Chonta:
| Name (hispanisiert) | Name (Quechua) | Höhe in m |                            | Distrikte                          |
| ------------------- | -------------- | --------- | -------------------------- | ---------------------------------- |
| Citac               | Sitaq          | 5329      | -12.80229 -75.2364 5329    | Acobambilla, Nuevo Occoro          |
| Palomo              | Palumu         | 5308      | -13.15587 -75.01305 5308   | Pilpichaca, Santa Ana              |
| Huamanrazo          | Wamanrasu      | 5304      | -12.91409 -75.04353 5304   | Huancavelica, Santa Ana            |
| Altar / Chocca      | Altar          | 5275      | -12.936402 -75.33505 5275  | Ascención, Aurahuá, Castrovirreyna |
| Yahuarjasa          | Yawar Q'asa    | 5192      | -12.98738 -75.15884 5192   | Castrovirreyna, Santa Ana          |
| Jatun Pata          | Hatun Pata     | 5182      | -12.858333 -75.214722 5182 | Ascención                          |
| Uchiangas           | Huch'uy Anqas  | 5182      | -12.654167 -75.411111 5182 | Acobambilla                        |
| Antarazo            | Antarasu       | 5180      | -12.93519 -75.13035 5180   | Huancavelica, Santa Ana            |
| Ccarhuarazo         | Qarwarasu      | 5169      | -12.963611 -75.037222 5169 | Huancavelica, Santa Ana            |
| Monserrate          |                | 5140      | -13.1711 -75.1453 5140     | Santa Ana                          |
| Pucapunta           | Puka Punta     | 5136      | -13.011389 -75.031111 5136 | Huachocolpa, Santa Ana             |
| Huallojasa          | Wallu Q'asa    | 5131      | -12.864444 -75.414722 5131 | Aurahuá, Chupamarca                |
| Huacullo            |                | 5128      | -12.8131 -75.3285 5128     | Acobambilla, Ascención             |
| Yahuarcocha         | Yawarqucha     | 5100      | -13.142222 -74.988889 5100 | Huachocolpa, Pilpichaca, Santa Ana |
| Pincullo            | Pinqullu       | 5096      | -12.866111 -75.171667 5096 | Ascención                          |
| Sucullo             | Sukullu        | 5096      | -12.986111 -75.361389 5096 | Aurahuá, Castrovirreyna            |
| Condoray            | Kunturay       | 5055      | -12.63782 -75.45954 5055   | Acobambilla, Chongos Alto          |
| Pata Pata           | Pata Pata      | 5052      | -12.879167 -75.250278 5052 | Ascención, Castrovirreyna          |
| Carhuajasa          | Qarwa Q'asa    | 5005      | -12.852222 -75.435 5005    | Aurahuá, Chupamarca                |